# 제6회 부산국제영화제
제6회 부산국제영화제는 2001년 11월 9일부터 2001년 11월 17일까지 열린 영화제이다. 부산 해운대, 남포동에서 개최되었다.

## 수상

### 뉴 커런츠상
- 꽃섬 - 송일곤 수상

### 선재상
- 샴, 하드로맨스 - 김정구 수상

### 운파상
- 작별 - 황윤 수상

### 넷팩상 (아시아영화진흥기구상)
- 고양이를 부탁해 - 정재은 수상

### 국제영화평론가 협회상
- 꽃섬 - 송일곤 수상
- 봄날은 간다 - 허진호 수상

### PSB 영화상
- 꽃섬 - 송일곤 수상